# Eupithecia melanograpta
Eupithecia melanograpta là một loài bướm đêm trong họ Geometridae.